# Nanchenioule
Le ruisseau de Nanchenioule appelé aussi Nansnioule ou Nansenioule est un petit cours d'eau de Belgique, affluent de l'Ourthe et faisant donc partie du bassin versant de la Meuse. Il coule entièrement en province de Luxembourg dans la commune de Durbuy.

## Parcours
Ce ruisseau prend source au sud du hameau de Longueville au bord de la N.814. Après un kilomètre, le petit ruisseau disparaît sous terre entre Longueville et Coquaimont. En effet, le cours du ruisselet se situe ici sur la limite entre la Famenne et la région calcaire de la Calestienne. Le cours d'eau réapparaît quelque 1 500 mètres plus loin au sud du hameau de Houmart. Il y alimentait le moulin de Houmart jusqu'en 1961. 
Le ruisseau continue son trajet en serpentant dans la campagne entre ses rives arborées et en recevant en rive droite deux petits affluents jusqu'au village de Verlaine-sur-Ourthe (ancien moulin) où il passe en contrebas de l'église. Ensuite, la partie inférieure du cours du ruisseau de Nanchenioule se passe en milieu boisé à travers le bois de Spineux en contournant par le nord la colline du Chénisse jusqu'à son confluent en rive gauche de l'Ourthe entre Sy et Hamoir-Lassus à une altitude de 120 m.